# Zonioploca tepperi
Zonioploca tepperi är en kackerlacksart som beskrevs av M. Josephine Mackerras 1965. Zonioploca tepperi ingår i släktet Zonioploca och familjen storkackerlackor. Inga underarter finns listade i Catalogue of Life.